# 小沧公路

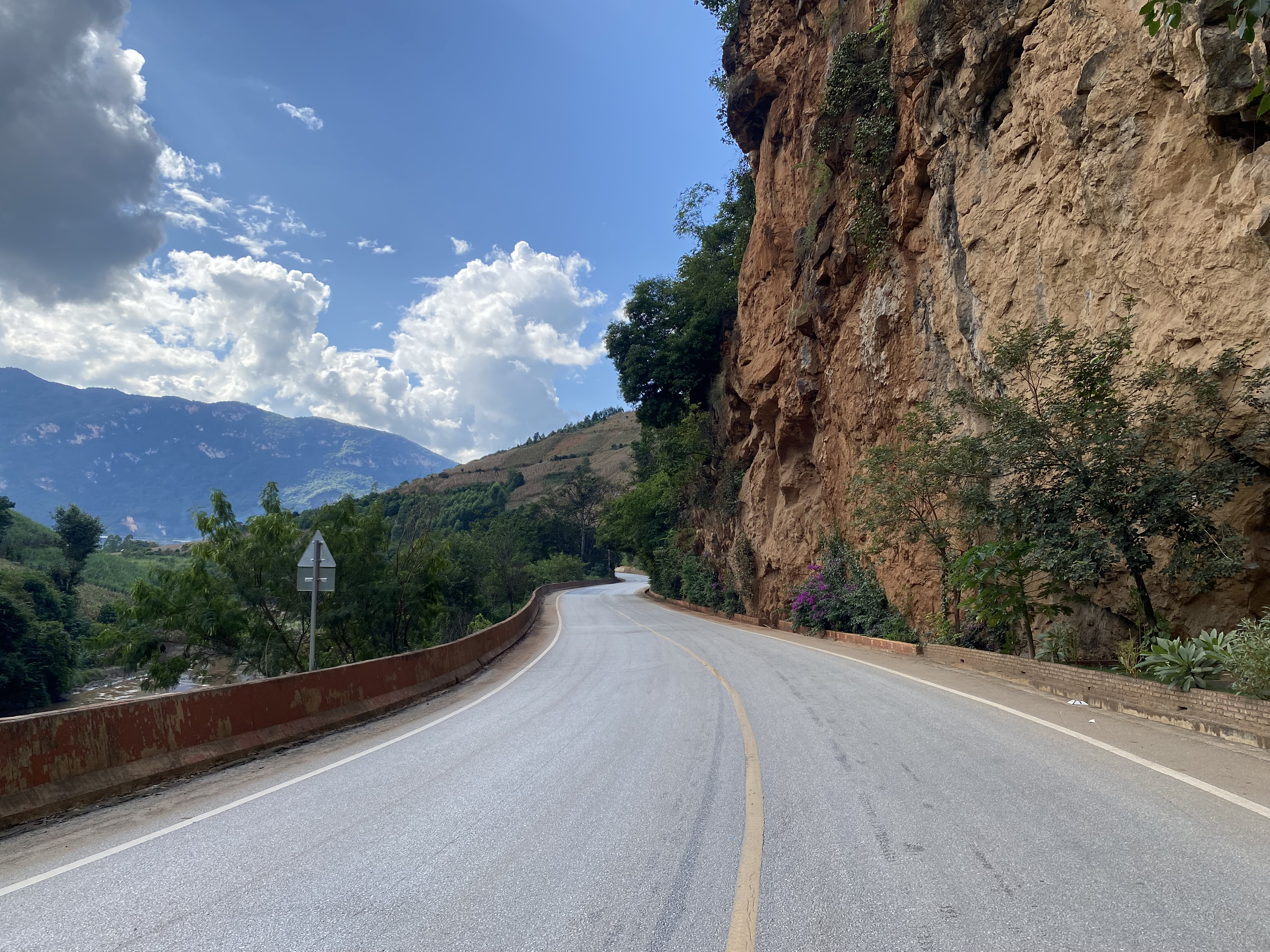
云南336省道石佛洞段，为原小沧公路的一部分

小沧公路是云南省的一条公路，起点位于临沧市双江县214国道小黑江公路桥的北侧，终点在沧源县城。因主要服务于沧源县，在勐省镇进入沧源境内，沧源境内路段又有勐沧公路的称呼。小沧公路于1957年开工，由云南省公路工程局第五工程处测设施工，1960年竣工交付使用，是沧源县通往内地的重要通道，也是沧源县开通的第一条公路干线。1976年曾改建勐甘至勐董路段，到1978年南沧公路（镇康县南伞镇至沧源）开通前，小沧公路一直是沧源通往内地唯一的一条公路。:54:318
小沧公路曾编号为省道S314线，后为S236（黄小线）的一部分，《云南省道网规划修编（2016—2030 年）》中沧源至勐省镇段属于S239耿马—沧源公路，勐省至小黑江段则编为S336小黑江—勐省公路。

## 资料来源
1. ↑  沧源佤族自治县民族中学地理室; 沧源佤族自治县交通局. . 昆明: 云南科技出版社. 2002年12月. ISBN 7-5416-1753-9.
2. ↑  沧源佤族自治县地方志编撰委员会. . 昆明: 云南民族出版社. 1998年12月. ISBN 7-5367-1498-X.
3. ↑  《中国大百科全书》第三版网络版中的条目：（简体中文）